# Triboluminiscencija
Triboluminiscencija je vrsta luminiscencije koja nastaje prilikom lomljenja nekih kristala. Triboluminiscencija može biti izazvana drobljenjem, grebanjem ili trljanjem materijala, a pretežno se javlja kod minerala nemetala s dobrom kalavošću (na primjer fluorit, glinenci, lepidolit, kalcit). Triboluminescencija je emisija svjetla pobuđena struganjem ili lomljenjem komada, odnosno velikih kristala nekih kemijskih tvari. To već 1605. spominje F. Bacon opisujući pokuse sa šećerom. Ta se luminescencija očituje u brojnim organskim i neorganskim tvarima, a posljedica je stvaranja (formiranja) suprotnih električnih naboja na površinama tvari. Između tako nabijenih površina dolazi do električnog izboja u zraku. Uočava se plavo tinjanje koje dolazi od atmosferskog dušika koji se u izboju pobuđuje. Time je ova luminescencija zapravo elektroluminiscencija proizvedena mehaničkim putem.

## Luminiscencija
Luminiscencija (engl. luminescence: svijetljenje, svjetlucanje) je emisija elektromagnetskoga zračenja (pretežito svjetlosti, ali i ultraljubičastog i infracrvenoga zračenja) koje nije pobuđeno toplinskim (termičkim) procesom i povišenom temperaturom tvari, nego je posljedica primanja energije u nekom drugom obliku. Po tome se razlikuje više oblika luminiscencije: bioluminiscencija, elektroluminiscencija, radioluminiscencija (posljedica djelovanja ionizirajućega zračenja), triboluminiscencija (nastaje prilikom lomljenja nekih kristala), luminiscencija trenja, kemijska luminiscencija ili kemiluminiscencija (nastaje u vezi s kemijskim promjenama u nekim tvarima), kristaloluminiscencija (nastupa kod kristalizacije nekih tvari), termoluminiscencija (nastaje zagrijavanjem nekih tvari, ali samo ako su prije toga bile izložene nekomu zračenju, na primjer ionizirajućemu zračenju), fotoluminiscencija (posljedica obasjavanja određenih tvari svjetlošću svih valnih duljina). Tvar luminiscira kada se primanjem energije jednim od navedenih načina elektroni u atomu prvo pobude u više energetsko stanje, a zatim se emisijom dijela ili ukupne primljene energije u obliku zračenja vraćaju u osnovno stanje. Ako se luminiscencija pojavljuje za vrijeme trajanja pobude ili najviše 10–8 sekundi nakon toga, riječ je o fluorescenciji, a opaža li se luminiscencija i pošto pobuda prestane, govori se o fosforescenciji.
Luminiscencija je bila podvrgnuta mnogim pokusima i teoretskim istraživanjima, a tek je kvantna mehanika uspjela riješiti osnovna pitanja u vezi s tom pojavom. Spektar luminiscentnoga zračenja svojstven je za svaku pojedinu tvar, pa se može vrlo uspješno iskoristiti da se odredi prisutnost neke tvari u uzorku. Time se bavi luminiscentna analiza; ona se na primjer upotrebljava i pri određivanju pojedinih vrsta dragoga kamenja. Luminiscencija se primjenjuje u različitim izvorima svjetlosti, najviše za fluorescentnu rasvjetu. Kod te vrste rasvjete primarnu ulogu ima elektroluminiscencija, iako se uz nju rabi i fotoluminiscencija. Ekonomičnija je od obične, toplinske električne rasvjete (električna žarulja), jer je utrošak električne energije za jednaki svjetlosni tok manji, kao i zato što se većina ultraljubičastoga, za oko nevidljivoga zračenja, fotoluminiscentnim procesom pretvara u vidljivi dio spektra. Prikladnim izborom fluorescentne tvari mogu se dobiti sve boje vidljive svjetlosti. U nekim slučajevima, na primjer pri scenskoj rasvjeti, za postizanje specijalnih učinaka (svjetleći zidovi, zavjese i slično) sve se više primjenjuje i fosforescencija.